# فلي (موسيقي)
فلي هو موسيقي وممثل أمريكي أسترالي المولد ولد في 16 أكتوبر 1962.

## روابط خارجية
فلي على موقع IMDb (الإنجليزية)
- فلي على موقع الموسوعة البريطانية (الإنجليزية)
- فلي على موقع ألو سيني (الفرنسية)
- فلي على موقع ميوزك برينز (الإنجليزية)
- فلي على موقع رولينغ ستون (الإنجليزية)
- فلي على موقع أول موفي (الإنجليزية)
- فلي على موقع قاعدة بيانات الأفلام السويدية (السويدية)
- فلي على موقع إن إن دي بي (الإنجليزية)
- فلي على موقع أول ميوزيك (الإنجليزية)
- فلي على موقع ديسكوغز (الإنجليزية)